# Ukur (ort)
Ukur är en ort i Azerbajdzjan.   Den ligger i distriktet Qusar Rayonu, i den nordöstra delen av landet, 180 km nordväst om huvudstaden Baku. Ukur ligger 785 meter över havet och antalet invånare är 611.
Terrängen runt Ukur är lite bergig, och sluttar norrut. Närmaste större samhälle är Qusar, 18,2 km öster om Ukur. 
Omgivningarna runt Ukur är en mosaik av jordbruksmark och naturlig växtlighet. Runt Ukur är det ganska glesbefolkat, med 48 invånare per kvadratkilometer.